# Dear+
Dear+ (jap. ディアプラス, Dia Purasu) ist ein japanisches Manga-Magazin des Verlags Shinshokan, das sich Geschichten um die Liebe zwischen Männern widmet und an eine weibliche Leserschaft gerichtet ist. Das daher dem Genre Boys Love zuzuordnende Magazin erscheint als Schwestermagazin von Wings, in dem Liebe zwischen Männern in vielen der Geschichten nur angedeutet wird, während mit Dear+ den Leserinnen explizitere Geschichten geboten werden.
Ein Schwestermagazin ist das vierteljährliche verlegte Shōsetsu Dear+ (小説ディアプラス) in dem Shōnen-Ai-Romane erscheinen. 

## Serien (Auswahl)
- Color von Eiki Eiki
- Dear Myself von Eiki Eiki
- Jazz von Sakae Maeda und Tamotsu Takamure
- Kimi Shiruya von Satoru Ishihara
- Ten Count von Rihito Takarai
- Tight-rope von Isaku Natsume
- World’s End von Eiki Eiki